# Viridimicus ratcliffei
Viridimicus ratcliffei är en skalbaggsart som beskrevs av Jameson 1990. Viridimicus ratcliffei ingår i släktet Viridimicus och familjen Rutelidae. Inga underarter finns listade i Catalogue of Life.